# Odnosi med Slovenijo in Ukrajino
Ukrajinsko-slovenski odnosi so dvostranski odnosi med Ukrajino in Slovenijo na področju mednarodne politike, zlasti gospodarstva, izobraževanja, znanosti, kulture itd.
Slovenija je 11. decembra 1991 priznala neodvisnost Ukrajine, diplomatski odnosi pa so bili vzpostavljeni tri mesece pozneje, 10. marca 1992. Leta 2004 je bilo v Ljubljani odprto Veleposlaništvo Ukrajine v Sloveniji, Veleposlaništvo Slovenije v Ukrajini je bilo odprto aprila 2004 v Kijevu, pred tem je ukrajinsko ozemlje pokrivalo Veleposlaništvo Republike Slovenije v Budimpešti.
Med rusko invazijo na Ukrajino je Republika Slovenija podprla ozemeljsko celovitost in suverenost Ukrajine ter kot članica Evropske unije podprla sankcije proti Ruski federaciji.